# Oussama Tannane
Oussama Tannane (arabiska: أسامة طنان), född 23 mars 1994 i Tétouan, är en marockansk-nederländsk fotbollsspelare som spelar för Umm Salal i Qatar Stars League. Han spelar också för marockanska landslaget.

## Karriär
Tannane är född i Marocko men uppväxt i Nederländerna. Som junior spelade han bland annat för Ajax och PSV Eindhoven. Tannane började sin professionella karriär i SC Heerenveen innan han gick till Heracles Almelo. Den 22 augusti 2015 gjorde han fyra mål under en halvlek i en 6–1-vinst över SC Cambuur.
I januari 2016 värvades Tannane av franska Saint-Étienne. Tannane debuterade i Ligue 1 den 31 januari 2016 i en förlustmatch mot Paris Saint-Germain (0–2), där han byttes in i den 73:e minuten mot Jean-Christophe Bahebeck. Den 7 februari 2016 fick Tannane spela sin första match från start i en 4–1-vinst över Bordeaux, där han även gjorde sitt första mål för klubben.
Den 1 september 2017 lånades Tannane ut till spanska Las Palmas på ett låneavtal över säsongen 2017/2018. Han spelade 11 tävlingsmatcher, men lämnade klubben i förtid i januari 2018. I augusti 2018 lånades Tannane ut till nederländska Utrecht på ett säsongslån.
Den 12 juli 2019 värvades Tannane av Vitesse, där han skrev på ett treårskontrakt. Tannane debuterade den 3 augusti 2019 i en 2–2-match mot Ajax.